# InterBase
Interbase je v informatice název proprietární relační databáze, která je vyvíjena společností Borland. Je dostupná pro operační systémy Microsoft Windows, Linux a Solaris. V roce 2000 byla databáze uvolněna jako open source. Na těchto základech vznikl databázový server Firebird. Společnost Borland otevřený vývoj ukončila a pokračuje ve vývoji opět v uzavřeném modelu.

## Historie
Původním autorem databázového serveru je Jim Starkey, bývalý zaměstnanec firmy Digital Equipment Corporation (DEC). Počátkem osmdesátých let započal DEC vývoj databázového systému Rdb. Jim Starkey mezitím pracoval na jiném projektu. I přes to se mu podařilo implementovat jeho vlastní nápad – multigenerační architekturu (MGA) a databázi Jrd. Tato architektura poskytuje vysokou rychlost paralelního zpracování transakcí a rychlé zotavení po pádu. Podobný přístup později přebrala i databáze PostgreSQL a částečně i Oracle. Protože ve firmě DEC v tu chvíli existovaly dvě firemní relační databáze, Jim Starkey založil v roce 1984 vlastní firmu Groton Database Systems která se o několik let později přejmenovala na InterBase a z databáze Jrd se stala InterBase. V roce 1989 byla společnost odkoupena firmou Ashton-Tate – producentem světoznámého systému dBase. Poté se firma Ashton-Tate dostala do problémů a byla odkoupena firmou Borland. InterBase byla původně implementována na počítačích Apollo, VAX, PDP a HP. Teprve Borland přenesl InterBase na prostředí Microsoft Windows, Novell NetWare a později i Linux. Díky svým kořenům v unixových systémech je architektura InterBase velmi kompaktní a její kód lze snadno přenést na další operační systémy.